# Orcines
Orcines – miejscowość i gmina we Francji, w regionie Owernia-Rodan-Alpy, w departamencie Puy-de-Dôme.
Według danych na rok 1990 gminę zamieszkiwały 2873 osoby, a gęstość zaludnienia wynosiła 67 osób/km² (wśród 1310 gmin Owernii Orcines plasuje się na 71. miejscu pod względem liczby ludności, natomiast pod względem powierzchni na miejscu 72.).